# Chiascio
El Chiascio, llamado también Chiagio (en latín Clasius), es un afluente del río Tíber que nace a 850 m s. n. m. entre los montes de Gubbio y los Apeninos.
Surge en la vertiente occidental del monte Cucco, en la confluencia de varios arroyos. Después recibe a Scirca, Dorìa, Vercata, Saonda, Rasina y, cerca de Bastia Umbra, el Tescio. Entrando en el territorio del municipio de Valfabbrica, las aguas del río son retenidas por un gran dique, dando origen a un lago artificial. Después, el Chiascio retoma su curso, sobrepasando Valfabbrica. En la localidad de Passaggio de Bettona recibe las aguas del río Topino, que tiene una cuenca hidrológica y una regularidad de caudal mayor que el propio Chiscio. 
Desemboca en el Tíber en Torgiano. El caudal mínimo del Chiascio es de alrededor de 3 m³/s, casi enteramente debida a las aguas del Topino. A lo largo del río, en el municipio de Asís, se encuentra el Castello di Petrignano, de finales del siglo XIII.